# Red de abuso sexual de niñas de Huddersfield
La red de abuso sexual de niñas de Huddersfield era un grupo de hombres, mayoritariamente de origen paquistaní, que fueron condenados por delitos sexuales contra niñas en Huddersfield (West Yorkshire), en el Reino Unido. Es la red más grande jamás condenada por abuso sexual en el Reino Unido. Los delitos tuvieron lugar entre 2004 y 2011, y los hombres fueron acusados tras la investigación de la Operación Tendersea por parte de la policía. Los juicios comenzaron en abril de 2017 y 20 hombres fueron condenados en 2018 en tres juicios separados. Desde entonces, más hombres han sido condenados en una serie de juicios, elevando el número total de personas condenadas a 41 en agosto de 2021.
Un informe publicado en junio de 2019 indicó que 15 de las 22 niñas involucradas eran conocidas por los servicios infantiles. Aunque había «pruebas suficientes» de que dos niñas estaban siendo explotadas sexualmente, una ya en 2007, los Servicios Infantiles de Kirklees no tomaron ninguna medida.

## Juicios
Veintisiete hombres fueron acusados de delitos sexuales, incluidos la violación y el tráfico de 18 niñas de entre 11 y 17 años, y otras dos mujeres fueron acusadas de negligencia infantil. Debido al gran número de acusados, los procedimientos judiciales se llevaron a cabo en tres juicios separados. En noviembre de 2017 se impusieron restricciones a las informaciones sobre el juicio en virtud de la Ley de desacato al tribunal de 1981 para evitar prejuicios en los juicios posteriores.
Sin embargo, las restricciones a la información fueron criticadas por la extrema derecha, que afirmó que se trataba de un encubrimiento ya que los acusados eran asiáticos y musulmanes, y que equivalía a «censura estatal». El activista de extrema derecha Tommy Robinson transmitió un video en vivo desde fuera de la corte en Facebook durante el segundo de los juicios, filmó a algunos de los acusados y habló sobre los musulmanes y las «bandas de violadores de la yihad», lo que llevó a su arresto y procesamiento por desacato al tribunal.
Veinte hombres fueron condenados por violación y abuso contra 15 niñas en octubre de 2018. Fueron condenados por más de 120 delitos contra 15 niñas y encarcelados por un total de 221 años. Las restricciones de información sobre los juicios se levantaron parcialmente en octubre de 2018. Dieciséis hombres pertenecientes a la red fueron sentenciados en octubre de 2018, los cuatro restantes fueron sentenciados en noviembre de 2018. Uno de los perpetradores condenados, Faisal Nadeem, apeló la sentencia argumentando que el video en vivo de Robinson había perjudicado el juicio, pero un juez del Tribunal de Apelaciones le negó el permiso para apelar.
Hasta febrero de 2020 se habían llevado a cabo seis juicios separados, con 34 hombres condenados en total. Otro fue condenado en abril de 2020.

## Perpetradores
Un total de 29 personas fueron arrestadas y acusadas en marzo de 2017 en el marco de la Operación Tendersea. La mayoría de la red era de origen paquistaní y residían en las áreas de Huddersfield, Sheffield, Bradford y Dewsbury. Sin embargo, el cabecilla de la banda era Amere Singh Dhaliwal, un hombre sij, casado y padre de dos hijos, conocido con el apodo de Prestos.
En total 15 niñas fueron abusadas. Las primeras denuncias que se tomaron en serio se realizaron en 2011 cuando una víctima escribió una carta a un juez sobre el abuso, aunque en ese momento no se presentó ninguna denuncia formal. Otra víctima presentó una denuncia formal en 2013. Veinte de los acusados fueron condenados por primera vez el 19 de octubre de 2018 por 120 delitos contra las 15 niñas. Uno de los miembros de la red, Sajid Hussain, huyó durante el juicio y fue sentenciado en ausencia. Dos hombres más fueron sentenciados en junio de 2019. Mohammed Akram había sido condenado anteriormente y su sentencia fue aumentada, mientras que Usman Khalid fue sentenciado a cinco años. Otros cinco hombres fueron encarcelados en noviembre de 2019. Tres no fueron identificados por razones legales, mientras que Umar Zaman huyó a Pakistán y fue sentenciado en ausencia. Más tarde, Zaman fue arrestado y encarcelado cuando intentó regresar al Reino Unido en 2022. Siete hombres más fueron condenados en febrero de 2020. Otros dos fueron condenados en abril de 2020, uno de ellos, Shaqeel Hussain, que no había sido identificado anteriormente,  fue sentenciado a otros 12 meses. Tres más fueron condenados en julio de 2021 por delitos de violación y acoso sexual que se remontan a la década de 1990. Tres más fueron sentenciados en agosto de 2021, mientras que otro fue sentenciado de nuevo.
| nombre                | edad | sentencia                                   |
| --------------------- | ---- | ------------------------------------------- |
| Amere Singh Dhaliwal  | 35   | Perpetua con un mínimo de 18 años           |
| Irfan Ahmed           | 34   | 8 años                                      |
| Zahid Hassan          | 29   | 39 años (aumentado desde 18 años)           |
| Mohammed Kammer       | 34   | 23 años y 6 meses (aumentado desde 16 años) |
| Mohammed Rizwan Aslam | 31   | 15 años                                     |
| Abdul Rehman          | 31   | 19 años 9 meses (aumentado desde 16 años)   |
| Raj Singh Barsran     | 34   | 17 años                                     |
| Nahman Mohammed       | 32   | 22 años (aumentado desde 15 años)           |
| Mansoor Akhtar        | 27   | 8 años                                      |
| Wiqas Mahmud          | 38   | 21 años 3 meses (aumentado desde 15 años)   |
| Nasarat Hussain       | 30   | 19 años (aumentado desde 17 años)           |
| Sajid Hussain         | 33   | 17 años                                     |
| Mohammed Irfraz       | 30   | 6 años                                      |
| Faisal Nadeem         | 32   | 12 años                                     |
| Mohammed Azeem        | 33   | 18 años                                     |
| Manzoor Hassan        | 38   | 19 años (aumentado desde 5 años)            |
| Mohammed Akram        | 33   | 22 años (aumentado desde 17 años)           |
| Niaz Ahmed            | 54   | 5 años                                      |
| Asif Bashir           | 33   | 15 años (aumentado desde 11 años)           |
| Mohammed Imran Ibrar  | 34   | 8 años (aumentado desde 3 años)             |
| Usman Khalid          | 31   | 5 años                                      |
| Umar Zaman            | 31   | 8 años y 8 meses (aumentado desde 8 años)   |
| Samuel Fikru          | 32   | 8 años                                      |
| Banaris Hussain       | 36   | 10 años                                     |
| Banaras Hussain       | 39   | 9 años y 6 meses                            |
| Usman Ali             | 34   | 8 años                                      |
| Abdul Majid           | 35   | 11 años                                     |
| Gul Riaz              | 43   | 15 años                                     |
| Manzoor Akhtar        | 31   | 4 años y 6 meses                            |
| Shaqeel Hussain       | 36   | 9 años (aumentado desde 8 años)             |
| Talish Ahmed          | 41   | 10 años                                     |
| Mohammed Akram        | 44   | 13 años                                     |
| Banaras Hussain       | 44   | 18 años                                     |
| Saqib Raheel          | 34   | 10 años y 6 meses                           |
| Sholan James          | 30   | 6 años                                      |
| Rashid Iqbal          | 46   | 12 años                                     |
| anónimo               | 30   | 4 años                                      |
| anónimo               | 37   | 8 años                                      |
| anónimo               | 32   | 14 años                                     |
| anónimo               | 32   | 8 años                                      |
| anónimo               | 38   | 7 años                                      |

## Comentarios de Sajid Javid
Después de que se levantaron las restricciones de información, el ministro conservador del Interior, Sajid Javid, envió un tuit que decía: «Estos pedófilos asiáticos enfermos finalmente se enfrentan a la justicia. Quiero elogiar la valentía de las víctimas. Durante demasiado tiempo, fueron ignorados. No mientras esté bajo mi responsabilidad. No habrá áreas prohibidas.» Su referencia a la herencia étnica de los delincuentes fue fuertemente condenada por los principales políticos laboristas Diane Abbott, Sadiq Khan y David Lammy, quienes alegaron que buscaba «culpar a […] un grupo» y complacer a los tóxicos de la agenda racista de la extrema derecha. En una entrevista posterior con Sky News, Javid acusó a sus críticos de ser «hipersensibles» y se negó a disculparse o retirar su comentario, diciendo: «Cuando hice ese comentario, estaba declarando los hechos, y la triste verdad es que si miras las condenas recientes más conocidas de explotación sexual infantil de redes de abuso, hay una mayoría de personas que provienen de orígenes paquistaníes, eso es evidente para todos».
En diciembre de 2020, un informe del Ministerio del Interior indicó que varios estudios han indicado una representación excesiva de delincuentes asiáticos y negros en la explotación sexual de menores grupal. El informe del Ministerio del Interior también indicó que la investigación sobre el origen étnico de los delincuentes es limitada y tiende a basarse en datos de mala calidad. Por lo tanto, es difícil sacar conclusiones sobre las diferencias en el origen étnico de los delincuentes; es probable que ninguna comunidad o cultura esté especialmente predispuesta a delinquir.